# Newton D. Baker
Pour les articles homonymes, voir Baker.
Newton Diehl Baker, Jr., né le 3 décembre 1871 à Martinsburg (Virginie-Occidentale) et mort le 25 décembre 1937 à Shaker Heights (Ohio), est un homme politique américain. Membre du Parti démocrate, il est maire de Cleveland entre 1912 et 1915 puis secrétaire à la Guerre entre 1916 et 1921 dans l'administration du président Woodrow Wilson. À ce titre, il est partie prenante de la gestion des forces des États-Unis pendant la Première Guerre mondiale.

## Biographie
Le 14 mai 1917, le maréchal Joseph Joffre et le secrétaire à la Guerre des États-Unis, Newton D. Baker, signent un accord de la création de l'armée moderne américain qui prévoit :
L'envoi d’un corps expéditionnaire, l'American Expeditionary Force (AEF)
Les États-Unis enverront un corps expéditionnaire à l'effectif d'une division de toutes armes de 16 000 à 20 000 combattants comprenant en principe: 4 régiments d'infanterie, 12 batteries de campagnes, 6 batteries lourdes, et les services correspondantes. Ce corps expéditionnaire dont le transport commencera le 1er juin 1917, sera rassemblé dans un camp, de la zone des armées françaises. Les troupes américaines y trouveront, au double point de vue matériel et moral, les conditions les meilleurs pour parfaire leur instruction sous la haute direction du commandement américain, qui appréciera le moment où ce corps expéditionnaire pourra prendre place sur le front.
La mission américaine en France, qu'il serait urgent de constituer définitivement, étudiera sans retard, de concert avec les autorités militaire françaises, l'organisation à donner à la base américaine à La Pallice.
L'organisation et instruction de l'armée américaine
- L'organisation de l'armée américaine aura pour base l'adoption d'une grande unité de combat se rapprochant du type reconnu le mieux adapté à la guerre moderne, c'est-à-dire du corps d'armée à deux divisions de 3 à 4 régiments chacune, pouvant comprendre, en outre, une brigade d'infanterie réserve de corps d'armée. Cette dernière disposition permettrait d'utiliser les ressources en hommes des États-Unis, avant même d'avoir réalisé la production de matériel de guerre proportionnelle à ces ressources.

- Les grandes unités américaines, après avoir reçu une première instruction aux États-Unis, seront transportées en France au fur et à mesure qu'elles seront organisées et suivant un plan de transport à communiquer au Gouvernement français. Elles achèveront leur instruction dans des camps de la zone des armées françaises, comme il a été dit pour le corps expéditionnaire.

Dans ses mémoires, Baker reconnait que le Maréchal Joffre est le créateur de l'armée moderne américaine et que les États-Unis seront à jamais reconnaissant envers Joffre.

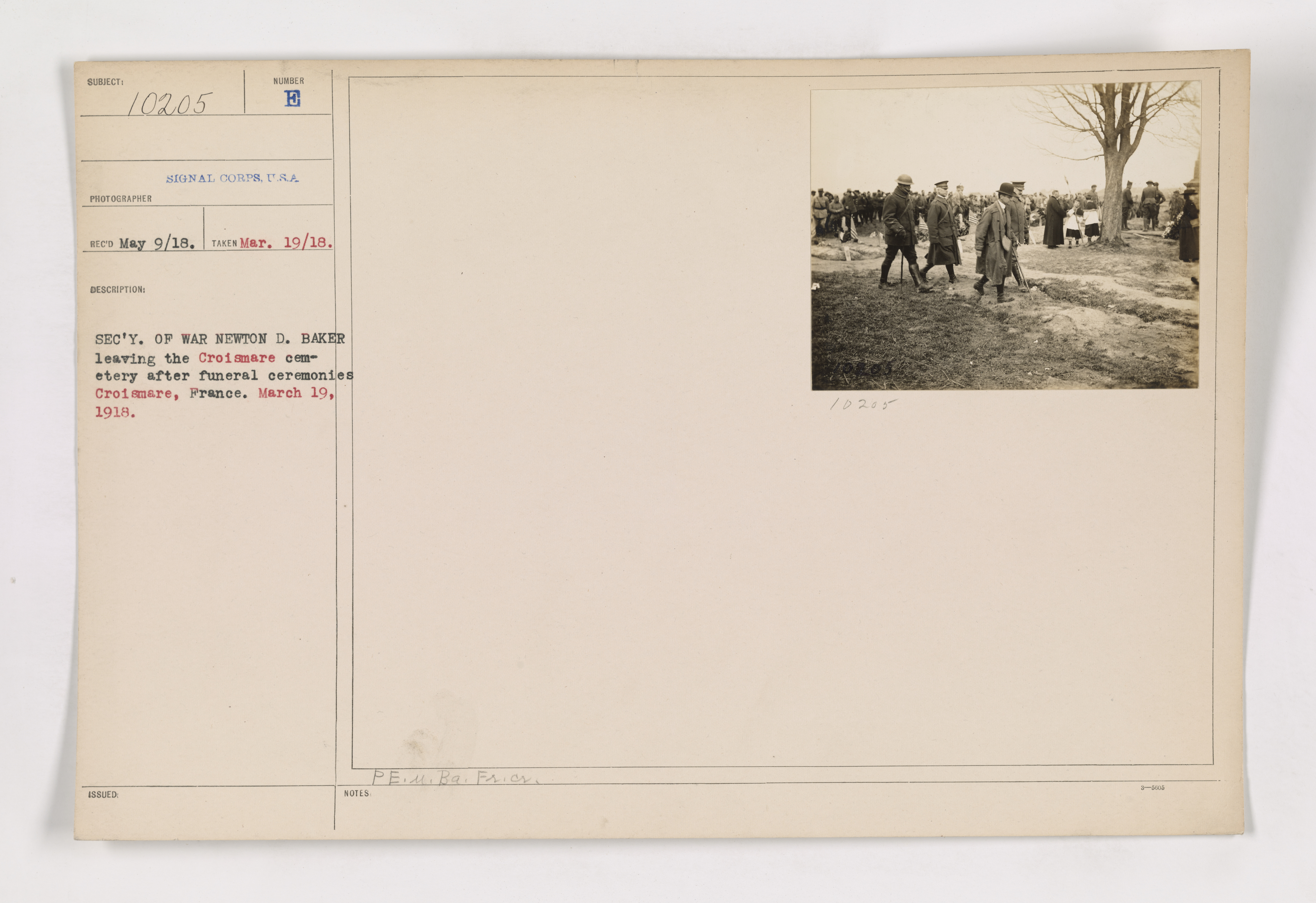
En mai 1918, visitant le cimetière américaine de Croismare.